# مركبة خلايا الوقود

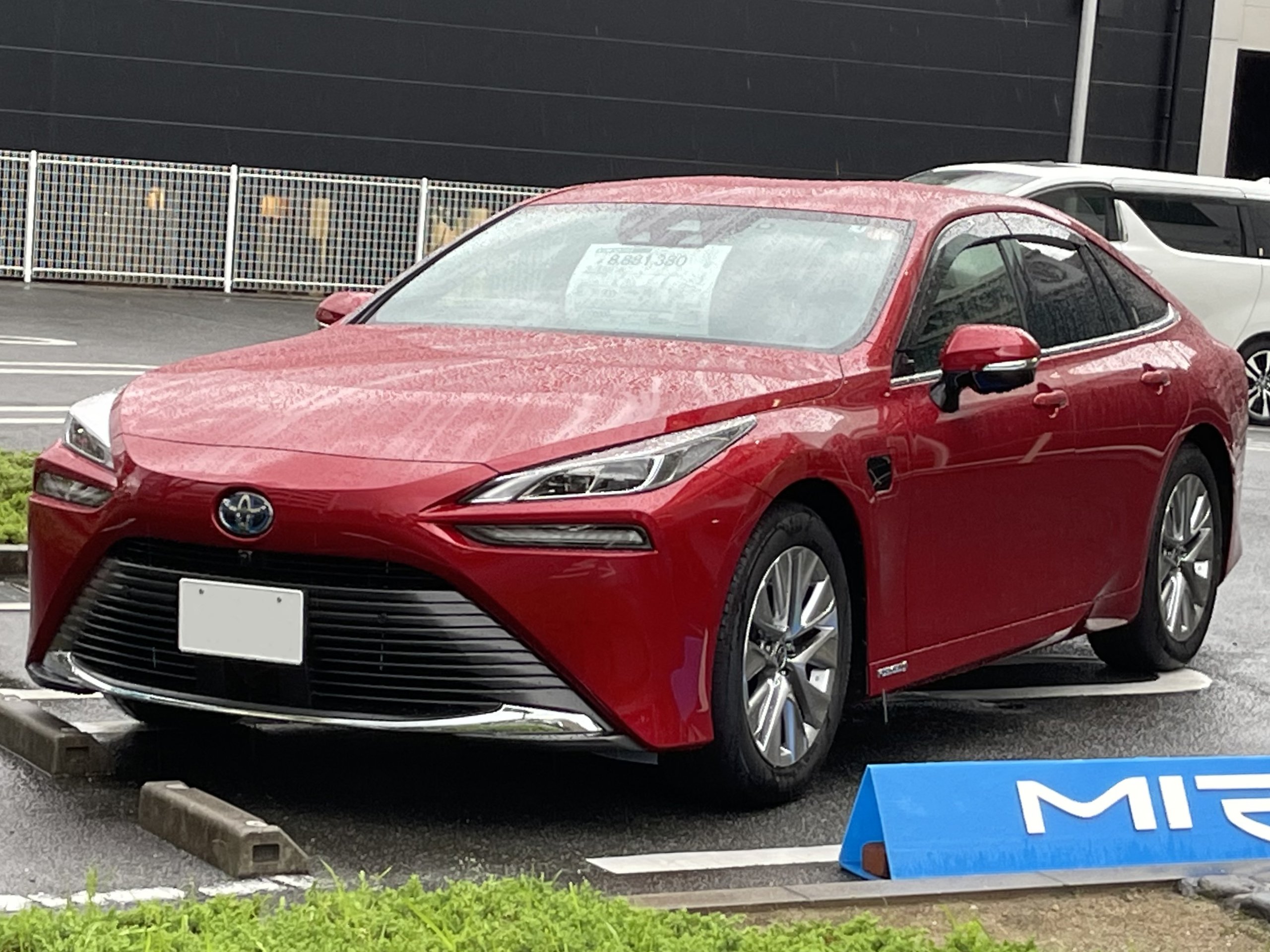
تويوتا ميراي من السيارات العاملة على خلايا الوقود المتوفرة في الأسواق.

مركبة خلايا الوقود (اختصاراً FCV) (ملاحظة 1) هي نوع من أنواع المركبات الكهربائية التي تستخدم خلايا وقود الهيدروجين عوضاً عن البطارية أو مع بطارية ذات مكثف فائق لتأمين القدرة اللازمة لدفع المحرك الكهربائي.
كانت شركة هيونداي أول شركة طرحت سيارة عاملة على خلايا الوقود في الأسوق بشكل واسع وذلك بطراز Hyundai ix35 FCEV سنة 2013؛ تلتها شركة تويوتا بطراز تويوتا ميراي سنة 2015.

## الهامش
ملاحظة 1: اختصارًا من Fuel cell vehicle